# ディック・ルッケン
ディック・ルッケン（ルッキーン、Dick Lukkien、1972年3月28日 - ）は、オランダ・ウィンスホーテン出身の元サッカー選手、サッカー指導者。現在はFCフローニンゲンの監督を務める。